# Dubautia waianapanapaensis
Dubautia waianapanapaensis là một loài thực vật có hoa trong họ Cúc. Loài này được G.D.Carr mô tả khoa học đầu tiên năm 1980.